# Edwin Spanier

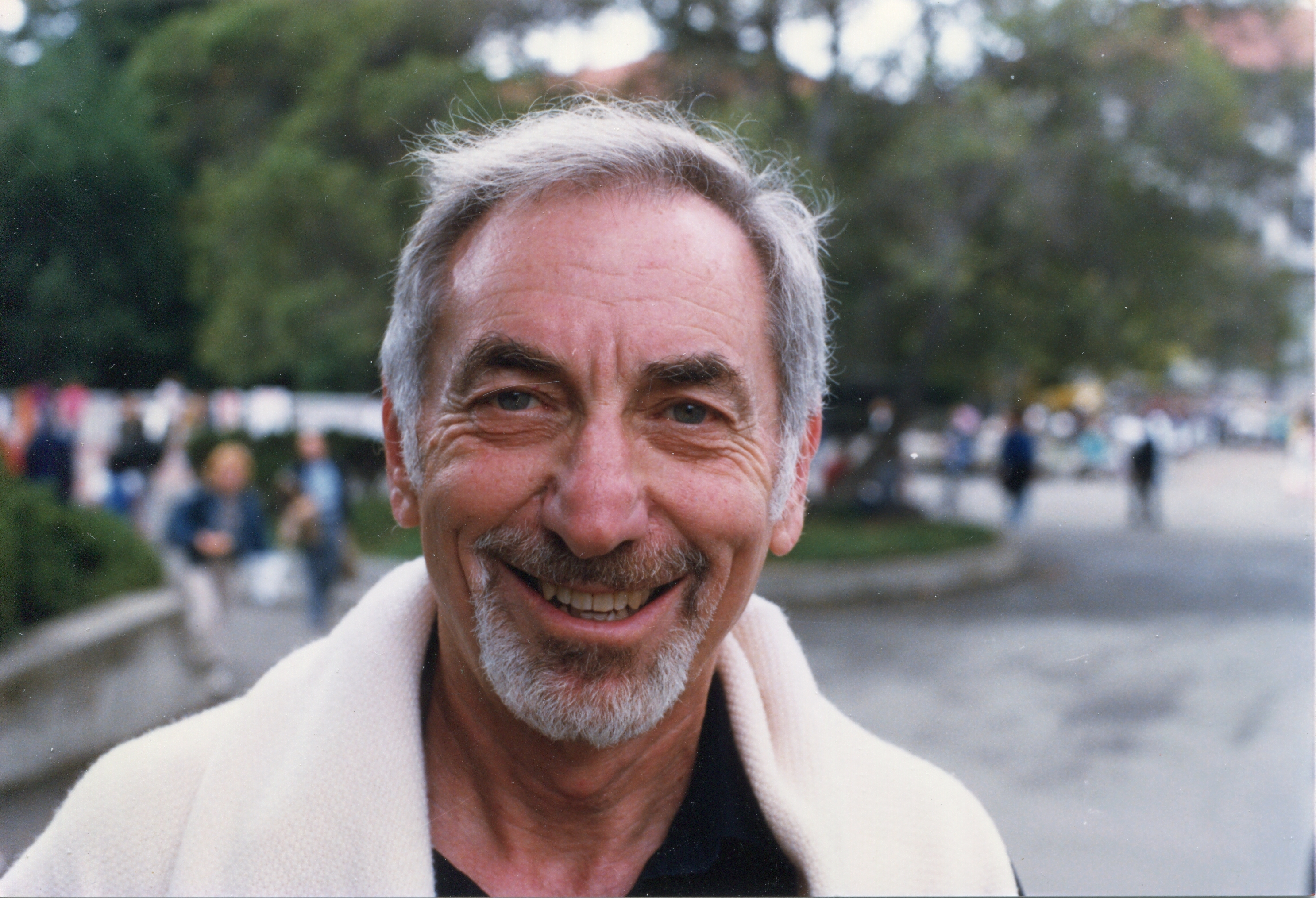
Edwin Spanier, Berkeley 1986

Edwin Henry Spanier (* 8. August 1921 in Washington, D.C.; † 11. Oktober 1996 in Scottsdale in Arizona) war ein US-amerikanischer Mathematiker, der sich unter anderem mit algebraischer Topologie beschäftigte.

## Leben und Wirken
Edwin Spanier studierte an der University of Minnesota (Master 1941) und wurde – nach Dienst im Zweiten Weltkrieg beim US Army Signal Corps – dort 1947 bei Norman Steenrod promoviert (The Cohomology Theory of General Spaces). 1947/48 war er am Institute for Advanced Study (und ebenso 1951 und 1958/59) und ab 1948 an der University of Chicago. 1952/53 war er als Guggenheim Fellow in Paris. 1959 wurde er Professor an der University of California, Berkeley, wo er eine Schule der algebraischen Topologie aufbaute.
1949 klassifizierte er die stetigen Abbildungen von topologischen Räumen auf Sphären mit den Kohomotopie-Gruppen von Karol Borsuk. Während seiner Zeit in Chicago studierte er mit Shiing-Shen Chern die Homologiegruppen von Faserbündeln. Mit J. H. C. Whitehead führte er 1955 ein nach ihnen benanntes Dualitätskonzept in die Homotopietheorie ein. Mit J. W. Alexander führte er die Alexander-Spanier-Kohomologie ein (das heißt er baute um 1948 das Konzept von Alexander von 1935 aus).
Ab den 1960er Jahren beschäftigte er sich auch mit der Theorie formaler Sprachen in Zusammenarbeit mit Seymour Ginsburg. 1983 veröffentlichte er mit Kollegen einen Beweis der Entscheidbarkeit bei kontextfreien Grammatiken.
Spanier ist vor allem bekannt als Verfasser des langjährigen Standardwerks Algebraic Topology, zuerst erschienen bei McGraw Hill 1966.
Zu seinen Doktoranden gehört Morris Hirsch.

## Schriften
- Algebraic topology. Korrigierter Nachdruck, Springer-Verlag, New York/Berlin 1981, ISBN 0-387-90646-0.